# Fidel León Cadavid Marín
Fidel León Cadavid Marin (ur. 3 lipca 1951 w Antioquia) – kolumbijski duchowny katolicki, biskup Sonsón-Rionegro od 2011.

## Życiorys
Święcenia kapłańskie otrzymał 5 października 1976 i został inkardynowany do archidiecezji Medellín. Był m.in. profesorem seminariów duchownych w Medellín i Cali. Po utworzeniu w 1988 diecezji Caldas został rektorem nowo utworzonego seminarium w tymże mieście oraz proboszczem miejscowej katedry.
25 lipca 2001 papież Jan Paweł II mianował go ordynariuszem diecezji Quibdó. Sakry biskupiej udzielił mu 22 września 2001 ówczesny nuncjusz apostolski w Kolumbii - arcybiskup Beniamino Stella.
2 lutego 2011 papież Benedykt XVI mianował go biskupem diecezji Sonsón-Rionegro. Urząd objął 18 marca 2011.